# アレクサンダー・トッド
トッド男爵、アレグザンダー・ロバータス・トッド（Alexander Robertus Todd, Baron Todd, 1907年10月2日 - 1997年1月10日）は、イギリスのスコットランド出身の生化学者。ヌクレオチド及びヌクレオシドの構造に関する研究とその生合成、並びにヌクレオチドを含む補酵素の研究によって1957年のノーベル化学賞受賞者となった。「トッド男爵」として一代貴族に叙されている。

## 生涯
グラスゴー近郊の町カスカート (Cathcart) に生まれ、1928年にグラスゴー大学を卒業し、学位を取得した。1931年にフランクフルト大学から胆汁酸に関する研究で博士号を与えられる。その後オックスフォード大学オリオル・カレッジに学び、1933年に再び博士号を得た。その後、ロンドンのリスター予防医学研究所とロンドン大学に籍をおいて研究を続けた。1938年、マンチェスター大学で研究所の所長につき、ヌクレオチドの研究を開始した。
ケンブリッジ大学クライスツ・カレッジの有機化学の教授で、特別研究員であった。1949年にアデノシン三リン酸とフラビンアデニンジヌクレオチドの合成に成功し、1955年にシアノコバラミン（ビタミンB12）の構造を解明し、後にはチアミン、トコフェロールやアントシアニンの構造と合成の研究に着手した。また、大麻に含まれるアルカロイドの研究を行っている。
1942年に王立協会の会員となり、1975年から1980年までは会長を務めた。
このほか、1952年から1964年まで英国化学政策諮問委員会の委員であり、1963年から1978年までクライスツ・カレッジの学寮長の座にあった。1954年にナイトに叙任されて「サー」の称号を受け、1962年には一代貴族爵位「ケンブリッジシャー・トランピントンのトッド男爵」に叙された。1975年にメリット勲章を受章。また、英国枢密院の評議員であった。1997年にケンブリッジ郊外のオーキングトン (Oakington) で没。89歳であった。
妻アリソン・サラの父は、トッドと同じくノーベル賞受賞者のヘンリー・ハレット・デールである。

## 受賞歴
- 1948年 ラヴォアジエ・メダル
- 1949年 デービーメダル
- 1954年 ベーカリアン・メダル
- 1955年 ロイヤル・メダル
- 1957年 ノーベル化学賞
- 1962年 パウル・カラー・ゴールドメダル
- 1970年 コプリ・メダル
- 1978年 ロモノーソフ金メダル